# Tryferos elegans
Tryferos elegans is een hooiwagen uit de familie Cranaidae.